# Tabanus nilakinus
Tabanus nilakinus är en tvåvingeart som beskrevs av Philip 1960. Tabanus nilakinus ingår i släktet Tabanus och familjen bromsar. Inga underarter finns listade i Catalogue of Life.